# A Regular Fellow (film fra 1919)
A Regular Fellow er en amerikansk stumfilm fra 1919 instrueret af Christy Cabanne.

## Medvirkende
- Taylor Holmes som Dalion Pemberton
- Millicent Fisher som Virginia Christy
- Edna Phillips som Westcott
- Frank Leigh som Eugenia
- Aileen Manning som Horatio Grimm